# Armand de Kersaint
Armand-Guy-Simon de Coëtnempren, hrabě de Kersaint nebo jen Armand de Kersaint (20. července 1742, Le Havre – 4. prosince 1793, Paříž) byl francouzský námořní důstojník a politik, který byl zvolen do Národního konventu za departement Seine-et-Oise.

## Životopis
Kersaint se nejprve dobrovolně přihlásil do eskadry, poté v listopadu 1755 narukoval do námořnictva v Brestu. V roce 1757 byl za statečnost v bitvě povýšen na námořního poddůstojníka. Během této doby sloužil na lodi, které velel jeho otec, Guy François de Kersaint. Na lodi Intrépide se účastnil tažení flotily a bitev u Angoly a v Západní Indii. Několik dalších let sedmileté války strávil na různých lodích na Antilách, než se v roce 1765 vrátil do Francie. Jako velitel Lunette se zúčastnil tažení proti Maroku v roce 1767 a vrátil se na Antily v roce 1768. Tam byl v únoru 1770 povýšen na kapitána a v roce 1771 velel Rossignolu na Martiniku.
Francie stála na straně 13 kolonií v americké válce za nezávislost. Kersaint se svou fregatou Ifigénie úspěšně bojoval v Lamanšském průlivu, poté odplul zpět do Západní Indie. Zde se zmocnil dvou britských fregat a podílel se na operacích proti ostrovu Haiti. V následujících letech se účastnil bojů proti Britům v Západní Indii. V roce 1782, jako velitel divize pěti dalších lodí, Kersaint úspěšně obléhal a dobyl britské kolonie Demerara, Essequibo a Berbice v Guyaně.
Po uzavření míru odcestoval do Anglie, aby tam analyzoval stavbu lodí a vypracoval návrhy na vylepšení francouzské flotily.
Kersaint byl navzdory svému šlechtickému původu na straně inovátorů a předložil Národnímu shromáždění návrhy na reorganizaci námořnictva, které ale nebyly přijaty. Podal také návrhy na přestavbu Paříže postavením reprezentativních budov pro nové instituce mladé republiky. To zahrnovalo dokončení bývalého kostela Madelaine pro Národní shromáždění a Cirque national na Martových polích. Tato revoluční architektura nebyla nikdy realizována.
V lednu 1791 byl Kersaint na volebních shromážděních v Paříži jmenován správcem departementu Seine a zároveň byl vyslán jako zástupce do zákonodárného shromáždění, aby zaujal místo poslance, který rezignoval. Jeho hlavním zájmem byla reorganizace námořnictva, kterou již předložil ústavnímu shromáždění. Zastával názor, že je to možné pouze reformou všech státních institucí. Proto podporoval tažení proti králi Ludvíku XVI. a žádal dne 10. srpna 1792, po útoku na Tuileries, sesazení krále. Po inspekci v Armée du Centre v Soissons, Remeši, Sedanu a v Ardenách se zúčastnil jednoho z posledních zasedání zákonodárného sboru, kde se rozhodlo o zřízení Bulletin officiel.
V září 1792 poslal departement Seine-et-Oise Kersainta do Konventu. Dne 1. ledna 1793 byl povýšen na viceadmirála. Nadále se věnoval otázkám námořní a národní obrany. Připravil popis anglického politického systému a královského námořnictva. Dne 4. zařídil 17. ledna 1793 byl přijat zákon o zřízení Výboru pro všeobecnou obranu, jehož členem se stal.
V lednu 1793 Kersaint jako girondista hlasoval proti popravě Ludvíka XVI. a pro odvolání k lidu o milost. Dne 20. ledna 1793 se vzdal křesla v Národním konventu.
Po králově smrti se Kersaintova opozice zvýšila, vystupoval proti masakrům a teroru a proti populárnímu Maratovi. Kersaintovi političtí přátelé se ho snažili ochránit tím, že ho jmenovali ministrem námořnictva. To se však nepodařilo. Dne 22. září 1793 byl zatčen ve Ville-d'Avray u Paříže a postaven před revoluční tribunál. Obvinění zahrnovalo spiknutí s cílem obnovit bourbonskou monarchii a urážku Národního shromáždění tím, že se vzdal křesla. Verdikt zněl trest smrti. Ve 4. prosinci 1793 byl Kersaint popraven gilotinou.